# Sarilumab
Sarilumab (Handelsname Kevzara) ist ein humaner monoklonaler Antikörper (Typ IgG1), der selektiv an Interleukin-6-Rezeptor-α (IL-6-Rα) bindet. Er hemmt dadurch die Wirkung von Interleukin-6 (IL-6), welches normalerweise an den IL-6-Rezeptor bindet. In der Europäischen Union ist das Arzneimittel zugelassen zur Behandlung von Erwachsenen mit mittelschwerer bis schwerer rheumatoider Arthritis, wenn eine Behandlung mit krankheitsmodifizierenden antirheumatischen Arzneimitteln (DMARD) nicht hinreichend wirksam war oder zu unangenehmen Nebenwirkungen geführt hat. Es wird in Kombination mit Methotrexat angewendet, kann aber auch als Monotherapie eingesetzt werden, wenn der Patient Methotrexat nicht verträgt. Es wird alle zwei Wochen subkutan verabreicht. Ein anderer Antikörper zur Hemmung der Wirkung von IL-6 ist Tocilizumab.

## Nebenwirkungen
Die häufigsten Nebenwirkungen sind Neutropenie, abnormale Leberwerte, erhöhte Blutcholesterinwerte, Rötung der Haut an der Injektionsstelle, Infektionen im Nasen- und Rachenbereich sowie Harnwegsinfektionen.
Die schwerwiegendsten bekannten Nebenwirkungen sind schwere Infektionen, Überempfindlichkeitsreaktionen, Neutropenie und gastrointestinale Perforation. Bei Symptomen, die auf eine schwere Infektion oder gastrointestinale Perforation hindeuten können, muss sofort ein Arzt aufgesucht werden. Im Rahmen der Zulassung wurde ein Patientenpass beauflagt, der die Patienten darauf hinzuweist.

## Klinische Studien

### COVID-19
Sarilumab wird in klinischen Studien zur Behandlung von COVID-19-Patienten untersucht. Interleukin-6 spielt möglicherweise eine Rolle bei der durch SARS-CoV-2 ausgelösten überschießenden Entzündungsreaktion des Körpers, die u. a. die Lunge von COVID-19-Patienten betrifft. Bei einem Teil der Patienten entwickelt sich in der späten Phase der Erkrankung eine Situation, die mit einer sekundären, Virus getriggerten hämophagozytischen Lymphohistiozytose vereinbar ist. Diese Patienten zeigen eine massive Inflammation. Als möglicher Therapie-Ansatz wird in dieser Situation eine Blockade des Interleukin-6-Rezeptors diskutiert.

### Uveitis
Sarilumab wird zur Behandlung der nichtinfektiösen Uveitis untersucht.